# Petr Lorenc
Petr Lorenc (* 10. listopadu 1955 Litomyšl) je zakladatel, jednatel a částečný vlastník tiskárny H.R.G. V roce 2008 byl vyhlášen podnikatelem roku Pardubického kraje.

## Životopis
Petr Lorenc je synem Františka Lorence a Marie Lorencové (roz. Kudrnové). Byl vyučen jako sazeč, v 80. letech pracoval ve Východočeské státní tiskárně (nyní Východočeská tiskárna), odkud před sametovou revolucí odešel a začal zakázkově tisknout v domácích podmínkách.

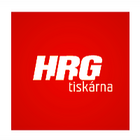
Logo tiskárny H.R.G.

V roce 1992 založil tiskárnu H.R.G., již k rychlému růstu dopomohl také Lorencův patent na prokládací zařízení.[zdroj?] V roce 1997 prošla firma zásadní modernizací a od té doby patří ve svém oboru k nejdůležitějším subjektům na českém trhu.[zdroj?] Kromě tiskárny H.R.G. je Lorenc také jediným vlastníkem zastřešující firmy Press Island. Petr Lorenc má dvě dcery a jednoho syna.[zdroj?]

## Ocenění
- Podnikatel roku 2008 Pardubického kraje: Uděleno společností Ernst & Young a Pardubickým krajem zakladateli tiskárny H.R.G., Petru Lorencovi.[1]
- Firma roku 2007 Pardubického kraje: Uděleno Hospodářskými novinami a Burzou cenných papírů Praha.[2]
- Podnikatel roku 2004 města Litomyšle: Uděleno Petru Lorencovi městem Litomyšl.[3]